# Bach (Lohmar)
Bach ist ein Weiler, der zur Stadt Lohmar im Rhein-Sieg-Kreis in Nordrhein-Westfalen gehört.

## Geographie
Bach liegt im Norden des Stadtgebietes von Lohmar nahe zu Rösrath und Troisdorf. Umliegende Ortschaften und Weiler sind Haus Sülz im Nordwesten, Kellershohn im Norden, Hoverhof im Nordosten, Feienberg und Meigerhof im Osten, Helmgesmühle im Südosten sowie Hörwiese im Südwesten.
Der Bervertsbach, ein orographisch linker Nebenfluss der Sülz, fließt durch Bach. Südwestlich von Bach verläuft die Sülz.

## Geschichte
1885 hatte Bach ein Wohnhaus mit sechs Bewohnern.
Bis 1969 gehörte der Ort Bach zu der bis dahin eigenständigen Gemeinde Scheiderhöhe.

## Verkehr
- Der Ort Bach liegt direkt an der Landesstraße 288.
- Der nächstgelegene Bahnhof befindet sich in Rösrath.
- Busverkehr: Linie 556: Siegburg – Lohmar – Donrath – Rösrath
- Bach gehört zum Tarifgebiet des Verkehrsverbund Rhein-Sieg (VRS).[3]